# Адміністративний устрій Тиврівського району
Адміністративний устрій Тиврівського району — адміністративно-територіальний поділ Тиврівського району Вінницької області на 1 міську, 2 селищні та 25 сільських рад, які об'єднують 56 населених пунктів та підпорядковані Тиврівській районній раді. Адміністративний центр — смт Тиврів.

## Список радТиврівського району
| №  | Назва                         | Центр            | Населені пункти                                             | Площа км² | Місце за площею | Населення (2001), чол. | Місце за населенням |
| -- | ----------------------------- | ---------------- | ----------------------------------------------------------- | --------- | --------------- | ---------------------- | ------------------- |
| 1  | Гніванська міська рада        | м. Гнівань       | м. Гнівань с. Грижинці                                      |           |                 |                        |                     |
| 2  | Сутисківська селищна рада     | смт Сутиски      | смт Сутиски                                                 |           |                 |                        |                     |
| 3  | Тиврівська селищна рада       | смт Тиврів       | смт Тиврів                                                  |           |                 |                        |                     |
| 4  | Бушинська сільська рада       | с. Бушинка       | с. Бушинка с-ще Гута-Бушинська                              |           |                 |                        |                     |
| 5  | Василівська сільська рада     | с. Василівка     | с. Василівка с. Зарванка с. Курники с. Майдан               |           |                 |                        |                     |
| 6  | Великовулизька сільська рада  | с. Велика Вулига | с. Велика Вулига                                            |           |                 |                        |                     |
| 7  | Ворошилівська сільська рада   | с. Ворошилівка   | с. Ворошилівка с. Борсків с. Маянів                         |           |                 |                        |                     |
| 8  | Гришовецька сільська рада     | с. Гришівці      | с. Гришівці с. Кобелецьке                                   |           |                 |                        |                     |
| 9  | Дзвониська сільська рада      | с. Дзвониха      | с. Дзвониха                                                 |           |                 |                        |                     |
| 10 | Довгополівська сільська рада  | с. Довгополівка  | с. Довгополівка с. Кліщів                                   |           |                 |                        |                     |
| 11 | Жахнівська сільська рада      | с. Жахнівка      | с. Жахнівка с. Івонівці с. Онитківці                        |           |                 |                        |                     |
| 12 | Іванковецька сільська рада    | с. Іванківці     | с. Іванківці                                                |           |                 |                        |                     |
| 13 | Колюхівська сільська рада     | с. Колюхів       | с. Колюхів с. Канава с. Соколинці                           |           |                 |                        |                     |
| 14 | Краснянська сільська рада     | с. Краснянка     | с. Краснянка с. Дубина с. Круги                             |           |                 |                        |                     |
| 15 | Маловулизька сільська рада    | с. Мала Вулига   | с. Мала Вулига с. Підлісівка с. Польова Слобідка с. Рогізна |           |                 |                        |                     |
| 16 | Марківська сільська рада      | с. Марківка      | с. Марківка с. Кальнишівка с. Федорівка                     |           |                 |                        |                     |
| 17 | Новоміська сільська рада      | с. Нове Місто    | с. Нове Місто с. Іскрівка с. Красне                         |           |                 |                        |                     |
| 18 | Пилявська сільська рада       | с. Пилява        | с. Пилява                                                   |           |                 |                        |                     |
| 19 | Рахно-Полівська сільська рада | с. Рахни-Польові | с. Рахни-Польові с. Пирогів                                 |           |                 |                        |                     |
| 20 | Селищенська сільська рада     | с. Селище        | с. Селище с. Урожайне                                       |           |                 |                        |                     |
| 21 | Слідянська сільська рада      | с. Сліди         | с. Сліди                                                    |           |                 |                        |                     |
| 22 | Строїнецька сільська рада     | с. Строїнці      | с. Строїнці                                                 |           |                 |                        |                     |
| 23 | Тростянецька сільська рада    | с. Тростянець    | с. Тростянець                                               |           |                 |                        |                     |
| 24 | Уяринецька сільська рада      | с. Уяринці       | с. Уяринці                                                  |           |                 |                        |                     |
| 25 | Черемошненська сільська рада  | с. Черемошне     | с. Черемошне                                                |           |                 |                        |                     |
| 26 | Шендерівська сільська рада    | с. Шендерів      | с. Шендерів с. Потуш                                        |           |                 |                        |                     |
| 27 | Шершнівська сільська рада     | с. Шершні        | с. Шершні с. Гута-Шершнівська                               |           |                 |                        |                     |
| 28 | Яришівська сільська рада      | с. Яришівка      | с. Яришівка с. Лани с. Студениця                            |           |                 |                        |                     |

Скорочення: м. — місто, с. — село, смт — селище міського типу, с-ще — селище